# Kaplica św. Katarzyny w Dąbrowie Górniczej
Kaplica pw. św. Katarzyny znajduje się przy ul. Krynicznej w Ujejscu - jednej z dzielnic Dąbrowy Górniczej. Jego patronką jest św. Katarzyna Aleksandryjska z Egiptu.

## Historia
Kaplicę ufundował W. Wichauser w roku 1784. Została przebudowana w 1793 r. i wyremontowana w 1820 r. Kaplica jest drewniana, na betonowej podmurówce, na planie prostokąta. Nakryta jest gontowym dachem. Na szczycie budowli umieszczony jest charakterystyczny metalowy krzyż o ażurowej budowie. Wewnątrz kaplicy znajduje się barokowy ołtarz.
Kaplica stanowi część dawnego dworu i znajduje się koło kościoła parafialnego w Ujejscu.